# 스무고개
스무고개는 놀이의 하나이다. 한 사람이 어떤 물건을 마음 속으로 생각하면, 다른 사람이 스무 번까지 질문을 해서 그것을 알아 맞히는 것이다. 질문은 원칙적으로는 예·아니오로 대답할 수 있는 것이어야 하지만, 규칙에 따라 첫 번째 질문은 동물성·식물성·광물성을 물어보는 것으로 할 수도 있다.
1950년대 영국 BBC의 라디오 프로그램 《트웬티 퀘스천스(Twenty Questions)》로 유행했고, 대한민국에는 군정기 때 이를 똑같이 모방한 프로그램이 만들어지면서 퍼졌다.

## 같이 보기
- 내포